# Ignacio de Veintemilla
Ignacio de Veintemilla, né à Quito le 31 juillet 1828, mort le 19 juillet 1908 dans cette même ville, est un homme d'État et militaire équatorien, président de la République d'Équateur du 18 décembre 1876 au 9 juillet 1883. 
À la tête du coup d'État républicain qui suit l'assassinat du général suprême Gabriel García Moreno, il rétablit la République en 1876 après l'instabilité politique qui a suivi l'effondrement du régime conservateur, et en est devenu le premier président le 8 septembre 1876.

## Enfance
Né en 1828, Veintemilla a été baptisé à Quito avec les noms de Mario Ignacio Francisco Tomás Antonio. En 1835, il fréquenta l'école Vicente León de Latacunga. Plus tard, il a fait une courte saison à l’école de San Fernando de Quito.

## Carrière militaire

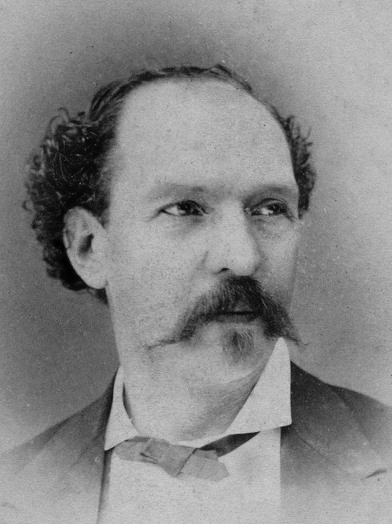
Veintemilla.

En 1845, il était lieutenant sous le gouvernement du président Roca. En 1854, il fut nommé capitaine et combattit le gouvernement du président puis chef suprême, Diego Noboa. 
Il a ensuite épousé Yolanda Tinajero Llona, décédée comme ses enfants en quelques années.
Entre 1857 et 1858, il était garde du corps du sénateur Gabriel García Moreno.
En 1860, il s'engage dans les forces républicaines opposés au régime autoritaire de Moreno, sous le commandement de l'ancien président José Maria Urbina, et participa à la campagne contre Guayaquil. Le 24 septembre, il commanda le Premier Régiment à la marche d'Estero Salado et, après la capture de Guayaquil, il fut promu colonel et reçut la médaille Amazing Arroyo.
En 1863, il commanda le régiment de lanciers et peu après, il devint le premier chef de l'artillerie. Il avait créé la société «Veintemilla y Co.», qui avait reçu en octobre une concession du gouvernement pour la construction d’un grand chantier naval à Guayaquil, mais le projet n’avait pas pu être réalisé faute de fonds propres.
Moreno prend les pleins pouvoirs et proclame la « Nation équatorienne » qui remplace la République. Après une période d'instabilité de deux ans marquée par la cohabitation de plusieurs gouvernements concurrents, Gabriel García Moreno, chrétien et conservateur, réunifia le pays en 1860, en chassant de Quito le général Urbina qui s'exila. C'est la fin de la guerre civile.
Écarté de l'armée, il est contraint à l'exil en Colombie. En mars 1869, il participe à la révolution ratée de son frère José de Veintemilla, contre le régime de Moreno. Il fut exécuté et, depuis lors, la garde de sa fille Marietta, âgée de 11 ans seulement, fut placée sous la responsabilité de son oncle, Ignacio.  
Le 6 août 1875, au sortir de la messe (à laquelle il se rendait tous les jours), García Moreno est attaqué par quatre hommes armés de machettes et de pistolets ; il s'agit de Faustino Rayo, Robert Andrade, Abelardo Moncayo et Manuel Cornejo. Après une brève lutte, il succombe. Les assassins étaient pour la plupart issus de la bourgeoisie, de l'armée, et Moncayo était un ancien jésuite. Les motivations du crime restent floues, même si Manuel Cornejo se considérait comme un homme libre se sacrifiant contre un dictateur. Ce dernier sera exécuté le 27 août. Le principal meurtrier, Rayo, est un maroquinier et ancien employé du gouvernement de García Moreno dans la province du Napo. Rayo aurait discuté du prix d'une selle avec García Moreno le matin même, et est exécuté sur le champ.
Le régime de Moreno est alors fragilisé par la mort de son fondateur, alors que ses partisans se posent la question de sa succession. Francisco León Franco, fidèle de Moreno, assure l'intérim du gouvernement suprême.

## Restauration républicaine
Entre septembre et décembre de la même année, Veintemilla acquit aux États-Unis du matériel de guerre très moderne, le célèbre fusil à répétition Remington, auparavant inconnu en Équateur. Avec l'approbation d'Urbina, il prend le commandement des forces républicaines insurgés. La progression dans la Sierra a commencé. 
Le 14 décembre, les deux armées se sont rencontrées. Veintemilla a facilement triomphé sur la colline de Los Molinos. Il y avait près de 1000 morts. Le 26 décembre, Veintemilla a pris le pouvoir dans la capitale.
Les partisans de Moreno sont vaincus, et les républicains prennent le pouvoir. À la tête des forces républicaines, Veintemilla met en place le nouveau gouvernement.

## Président de la République

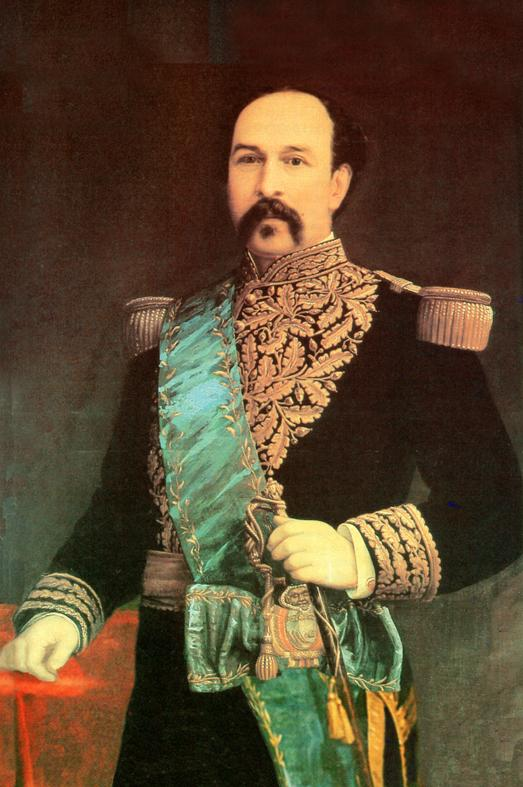
Ignacio de Veintemilla, président de la République.

En 1876, la république a été pacifiée, la Convention nationale s'est réunie à Ambato et Veintemilla a été élu président constitutionnel pour six ans, publiant une nouvelle Charte fondamentale. Parmi les principaux travaux publics du nouveau régime républicain figurent la construction de la voie ferrée menant au pont de Chimbo, la construction du Théâtre national de Sucre et la restauration de l’Université centrale.
Le 4 septembre, Vicente de Piedrahita a été assassiné dans sa ferme de La Palestina. Culturellement, les travaux du sage Teodoro Wolf et Luis Sodiro en géographie et botanique ont énormément progressé. Les publications de Juan Montalvo, notamment "The Regenerator", ont suscité des attentes.
En 1879, la guerre du Pacifique qui opposa le Chili au Pérou et à la Bolivie, provoqua une émigration partiellement reçue à Guayaquil. Le gouvernement chilien a envoyé un plénipotentiaire, qui a réussi à proclamer une stricte neutralité dans le conflit.
Entre 1880 et 1881, il y a eu un sursaut économique dans la production du cacao, qui a entraîné un important afflux économique du gouvernement. Au début de l'année 1882, Veintemilla s'est rendu à Guayaquil pour préparer sa réélection. Sa nièce Marietta de Veintemilla, qui avait déjà été veuve par Antonio de Lapierre Cucalón, est restée au palais Carondelet en tant que première dame.

## Fin de vie
Il s'est exilé à Lima, tandis que le nouveau gouvernement l'accusait de crimes à Quito et ordonnait des poursuites pénales. L'affaire s'est terminée par une phrase qui n'a jamais été exécutée; Il a été reconnu coupable de vol qualifié avec violence à l'encontre des banques de l'Union et de l'Équateur et coupable d'abus de pouvoir et de détournement de fonds publics.
En 1900, le Congrès équatorien le réintégra dans les rangs de l'armée en tant que général afin de pouvoir bénéficier d'un salaire.
Le gouvernement équatorien a restitué la maison familiale inachevée de la rue Benalcázar et le domaine Tajanar, près de Pomasqui, mais sa nièce est décédée subitement de fièvre pernicieuse (malaria cérébrale). Veintemilla mourut à Quito après avoir été autorisé à rentrer au pays, le 19 juillet 1908, après une hydropisie, mais les médecins diagnostiquèrent une "gangrène sénile".